# 犹太人历史
犹太人历史（或犹太民族的历史）是关于犹太人、以及犹太人的宗教和文化的历史，它也包括在历史进程中犹太人与其他人种、宗教和文化的互动和发展。

## 犹太人历史

### 起源

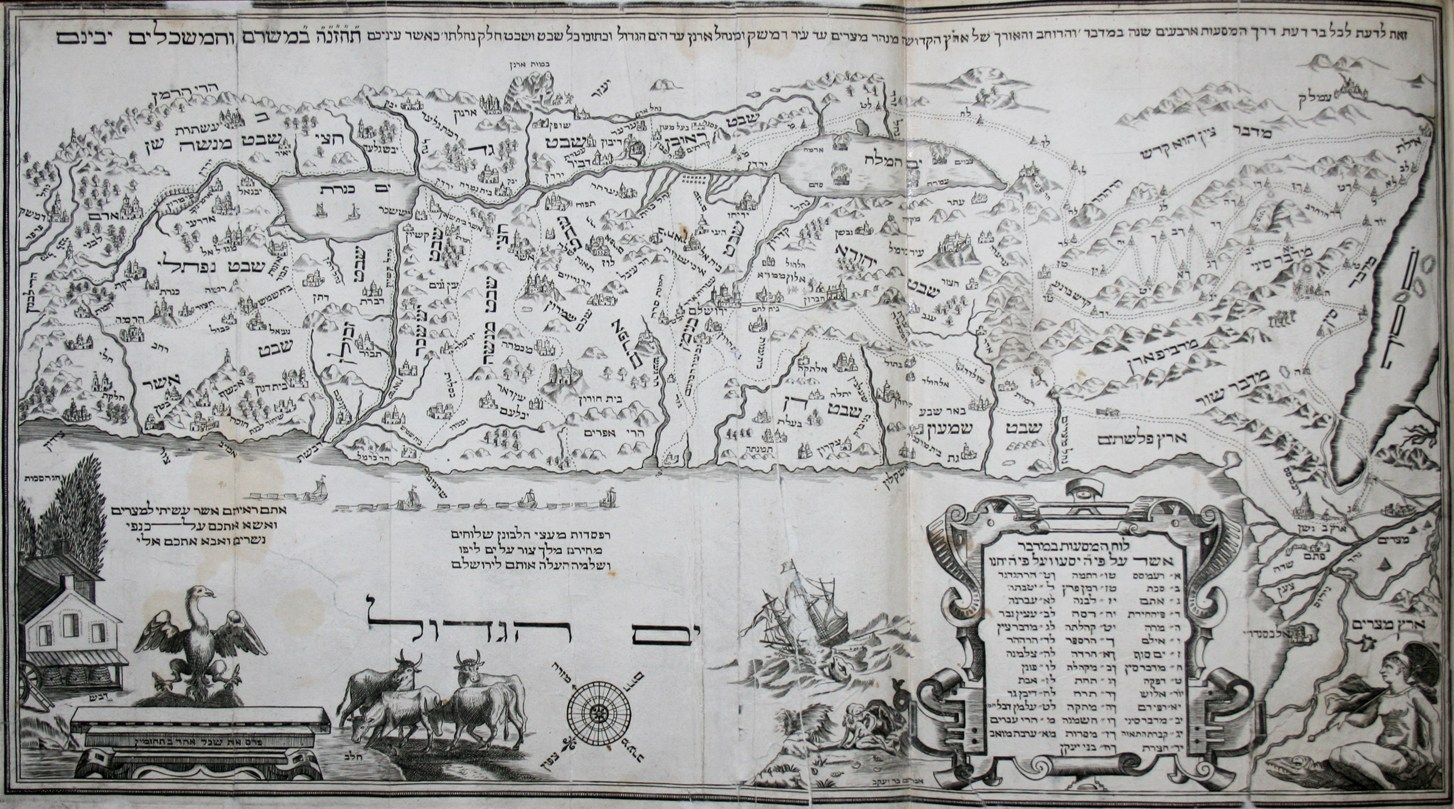
分布在以色列地的以色列十二支族，自1695年阿姆斯特丹出版的哈加达

至今为止发现的证明犹太人存在的年代最早的证据是约公元前1213-1203年古埃及的麦伦普塔赫石碑。而根据犹太人的宗教经典《塔纳赫》（或《旧约圣经》）的记载，犹太人的历史最早可追溯到公元前1500年。据记载，犹太人的始祖是亚伯拉罕、以撒和雅各等人，他们大约生活在公元前2000年。雅各（阿拉伯语为葉爾孤白）是以撒的儿子、亞伯拉罕（阿拉伯语為易卜拉欣）的孫子，後來改名叫以色列，意思是「和神搏鬥的人」，而且因為他在和神搏鬥的時候傷了腿筋，所以猶太人在宰殺動物時都要把腿筋挑出來丟棄。当时在迦南地区生存的犹太人是最先奉行一神教的民族。
据记载，雅各生有12個兒子，第十一個兒子約瑟被他的親哥哥們賣給以實馬利人帶到埃及後，轉賣給法老的內臣護衛長波提乏，後來得到法老的重用，成為埃及的宰相。由於約瑟的關係，雅各和他的家人在七個荒年的第二年遷移到埃及，受到當時統治埃及的喜克索斯人的優待，居住在尼羅河下游，轉變為農業民族。喜克索斯人被努比亞人暴動趕出埃及後，以色列人的地位急劇下降，淪為埃及人的奴隸400年。他們在摩西（阿拉伯语為穆薩）的帶領下逃出埃及，逃回巴勒斯坦定居。之後在以東、米甸及西奈半島流落及生活了四十年。
一些考古学家认为，以色列大部分当地的起源在迦南地区而不是埃及，这让“出埃及或在西奈旷野流浪四十年”没有太多可能。考古学家和埃及古物学家的研究认为，没有证据可以证实以色列人在埃及被掳、出埃及、并逃离旷野。他们认为铁器时代的以色列（犹大王国和以色列的王国）起源于迦南，而不是埃及。最早的以色列定居点文化是迦南人的文化，他们的敬拜对象是迦南人神的埃爾，陶器仍然是当地的迦南传统，文字是早期迦南人的文字。唯一将“迦南”与“以色列”村庄区分开来的是遗迹中没有猪骨头，尽管这可以是种族标记，或由于其他仍旧有争议的因素。

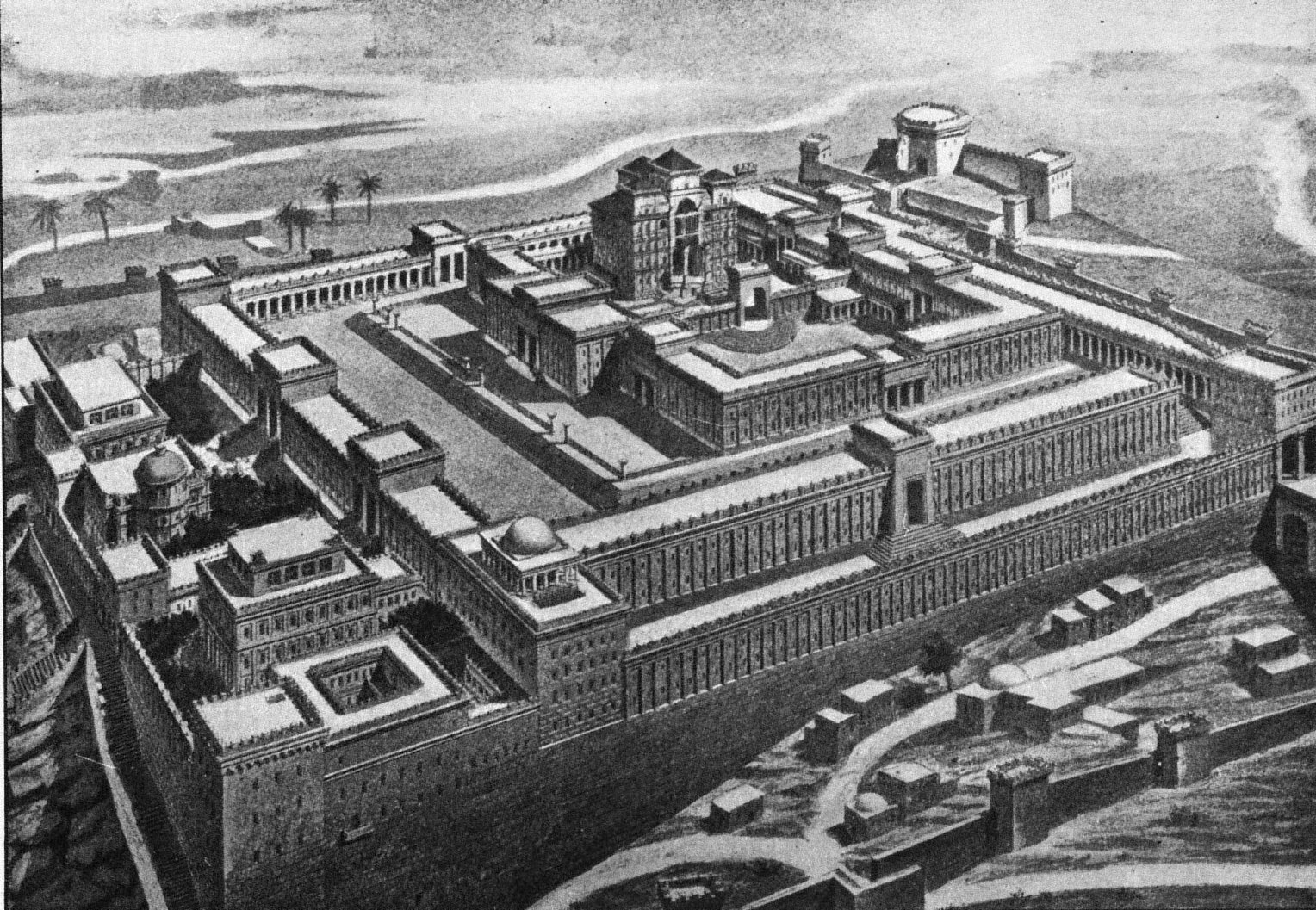
记载于圣经中的对所罗门圣殿的重建情景

#### 以色列王国时期
約公元前11世纪，以色列的12個兒子的後代形成十二支派，原來在巴勒斯坦分居，後來統一成一個國家，先由便雅憫支族中的掃羅作王四十年。因此以色列人有了第一位国王：扫罗王。之后犹大支派的大卫王击败了周边亚兰、腓力士人的骚扰，在新月地区西部建立了以色列王国，首都为耶路撒冷。在公元前970年，大卫之子所罗门继位成为以色列国王。他历经10年之久建造了一座圣殿，史称“第一圣殿”或“所罗门圣殿”。

#### 巴比伦之囚

大流散後散居各地猶太人在不同年代被迫遷移示意圖

所罗门王死后，北部的十个支族联合起来独立于南方的两个支族，建立了以色列王國 (後期) 。 公元前722年，亚述国击败以色列王国，亡国的犹太人被大批流放至外地，这便是犹太人大流散的肇始。公元前586年，南部的犹大王国也最终被新巴比伦帝国攻占，第一圣殿被摧毁。至此，犹太历史上所谓的“第一圣殿时期”结束。大批犹太人作为俘虏被带到巴比伦，史称“巴比伦之囚”。
一些宗教史学者推测，古代的一大部分犹太人来源于地中海沿岸希腊罗马文明中皈依犹太教的居民，上述地区包括亚历山大港和安纳托利亚等地。据记载，在托勒密王朝统治下的古埃及，其总人口约为750万，其中犹太人约有100万左右。尽管遗传学上的证据并不够充分，但一些历史学家仍根据一些史料推断，在基督教的新兴时期，整个罗马帝国居民的10%为犹太人，这个数字只能通过“皈依说”来解释。

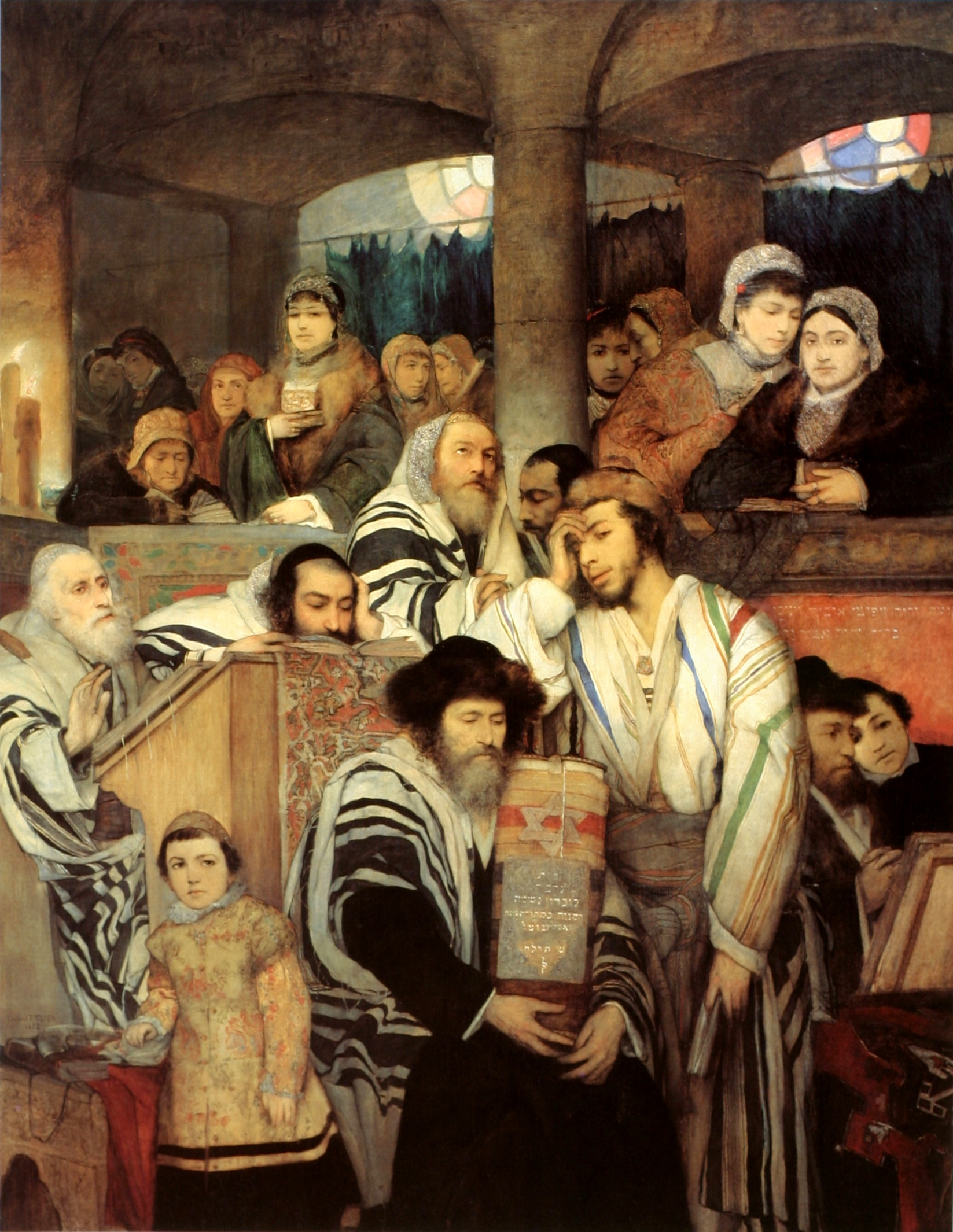
《犹太人赎罪日在犹太教堂祈祷》，作者毛里希·戈特利布(Maurycy Gottlieb)

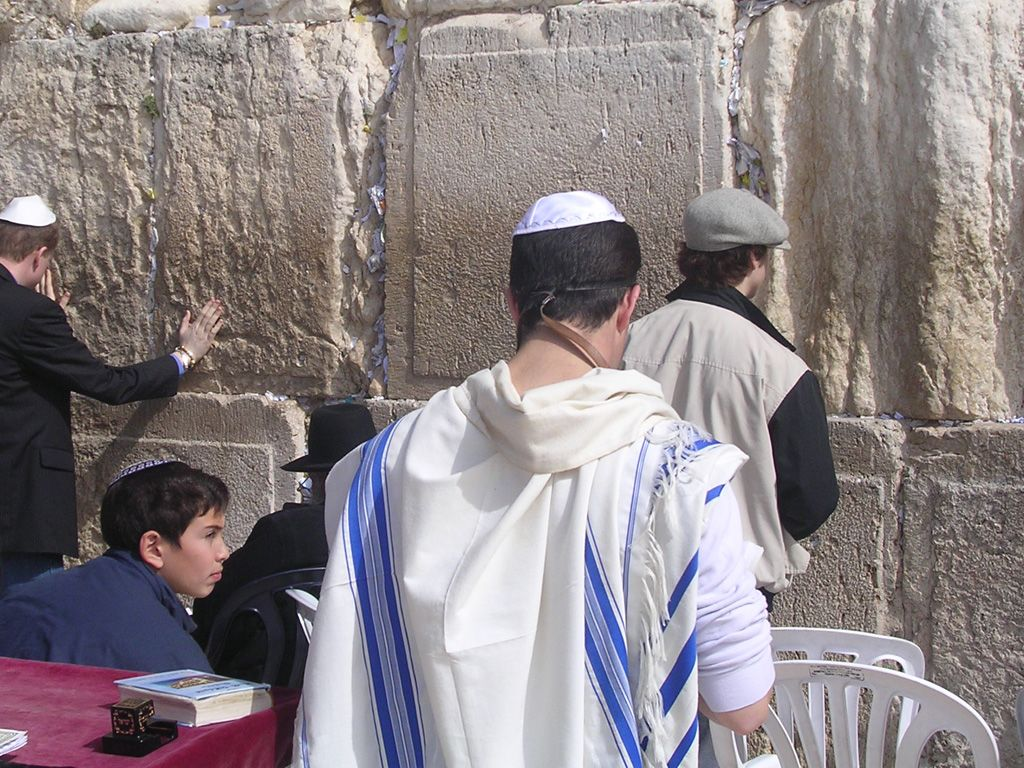
在犹太教圣地西墙祈祷的犹太人

### 帝国统治时期（波斯、希腊、罗马）
公元前540年，波斯帝國的阿契美尼德王朝击败巴比伦。据《居鲁士文书》记载，居鲁士二世对犹太人采取相对宽容的政策，他允许流亡的犹太人返回猶大王國，并重建了圣殿。第二圣殿在公元前515年完成，从而开始了“第二圣殿时期”。之后，波斯帝国后又被亚历山大大帝的马其顿王国征服，从此进入希腊化时代。亚历山大大帝死后，塞琉古王朝的统治者继续推行希腊文化并开始对犹太人的信仰下达禁令，导致犹太人发动了“马加比家族起义”。这次起义的胜利保住了圣殿，并建立了一个独立的犹太人国家，史称“哈斯蒙尼王国”。这个王国从公元前165年持续至公元前63年，最终被罗马共和国吞并。
在罗马人的早期统治时期，哈斯蒙尼王朝仍保留了部分实权，但最终马加比家族被大希律王消灭，希律王统治了整个以色列地区。当希律王去世后，罗马帝国开始直接统治以色列地区。其间统治者频繁更换，而对于犹太人的政策也时紧时松。罗马人与犹太人最大的分歧在于多神教与一神教之间的差异，对此双方都无法接受对方的信仰。
公元66年，犹太人发动了一场针对罗马帝国的起义，史称“第一次犹太罗马战争”。这次起义最终被罗马皇帝提图斯镇压。罗马帝国为纪念此次胜利修建了提图斯凯旋门，其墙体上的浮雕描绘了攻克耶路撒冷的过程和运回罗马的犹太灯台等战利品。因此部分犹太人视其为一个耻辱性标志。罗马军队破坏了耶路撒冷城的大部分建筑，只留下了圣殿的一部分基础，如今被称为西墙 。在这次起义失败之后，仍有可观数目的犹太人继续生活在其国土内，而统治者也允许他们保留自己的信仰。

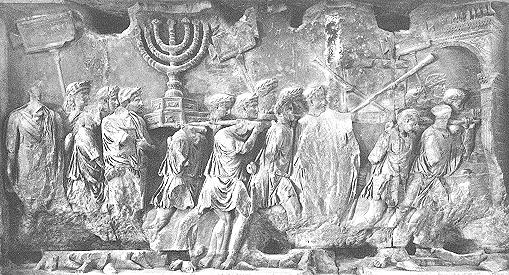
提图斯凯旋门墙体上的浮雕，描绘了罗马军队将战利品犹太灯台运回罗马的情景。

公元132年，犹太人在巴尔·科赫巴的领导下再次发动起义，最终被哈德良镇压。随着耶路撒冷的衰落和犹太人的被放逐，犹太教结束了以圣殿为中心的组织形式，而拉比作为小规模犹太教社团中的领袖开始发挥重要作用。在罗马统治时期，犹太教圣经中不再加入新的内容 ，犹太教人士开始倾向于对圣经进行解释和完善哈拉卡等工作，并着力制定不成文法。这一运动从1世纪持续到了5世纪前后。至公元212年，所有犹太人都已归属罗马帝国的统辖之下。
公元380年，罗马皇帝狄奥多西一世颁布萨洛尼卡敕令，基督教开始成为这个帝国的国教。5世纪初，狄奧多西一世颁布了一系列针对犹太人禁令。犹太人不得拥有奴隶、不得建立新的犹太教堂、担任公职或在犹太人和非犹太人之间打官司。犹太人和非犹太人之间的婚姻被认为是一项死罪，基督徒改信犹太教也是死罪。查士丁尼一世当局进一步限制了犹太人的市民权利，并威胁他们的宗教特权。他干涉犹太会堂的内政，例如禁止在神圣的礼拜中使用希伯来语。不遵守限制的人受到体罚、流放和财产损失的威胁。
在罗马帝国晚期，犹太教徒和基督教徒的社会特征截然不同。与自由、分散和以社团为中心的犹太人不同的是，基督教徒生活在一个由教皇和皇帝为绝对权威的等级森严的社会体系之中。

### 中世纪：基督教统治下的欧洲
早在罗马帝国时期，已有一部分犹太人在欧洲定居。在基督教会尚未形成严密组织的中世纪早期，犹太人及其宗教并未受到严苛的待遇。公元800年至1100年间，约有150万犹太人生活在基督教统治下的欧洲各国。与大多数没有文化的基督徒不同，大多数犹太人都能写能读，具有较高的教育水平。由于他们在金融业、行政和医生等行业发挥了较大的作用，因此往往受到地方君主或贵族的庇护，避免了在基督教社会中的孤立处境。基督教学者甚至会与犹太教拉比讨论圣经的有关话题。
但此后不久，罗马天主教廷通过变革，势力大幅增强，尤其是在方济各会和多明我会创立后，许多居住在城市里的基督教徒和对异教缺乏容忍的中产阶级纷纷崛起，从此犹太人的好日子便不复存在了。早在1300年，天主教修士和地方僧侣就开始在基督受难剧中大肆宣扬犹太人杀害了耶稣这一情节，从而鼓动普通市民仇视或杀害犹太人。这一时期开始出现对犹太人的大规模迫害和驱逐。当14世纪中叶恐怖的黑死病夺走了当时欧洲一半以上人口后，犹太人又被当做了替罪羊。到了1500年左右，屡受压迫的犹太人终于在波兰找到了相对安全的环境。
欧洲历史上的十字军运动对犹太人社群造成了极大的冲击，而且也推进了限制犹太人从事大多数经济活动的立法活动。这一结果是犹太人只被允许从事货币借贷和其他贸易行业。从1300年起，犹太人被驱逐出英格兰、法国和神圣罗马帝国，他们中的大多数被迫向东迁移到波兰等东欧国家。根据1764年的统计，约有75万犹太人居住在波兰立陶宛联邦境内。而当时全球的犹太人总数也仅在120万左右。1492年，当基督教统治伊比利亞半岛后，基督教徒们终于对犹太人发起了最终和最强势的驱逐运动。到了17世纪，尽管程度有所不同，但总体而言，西欧各国的犹太人已严重受到成文法律或无形社会压力的迫害，被迫聚居在所谓“隔都”之中。在20世纪初，绝大多数犹太人都生活在沙俄帝国西部及相邻的波兰、立陶宛、白俄罗斯等国境内。

### 中世纪（638 - 1099）：伊斯兰统治下的欧洲、北非和中东

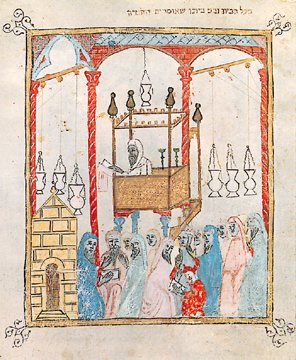
伊比利亚半岛上犹太文化的黄金时期，一名领诵人诵读逾越节故事的场景，取自14世纪的伊比利亚半岛的哈加达

公元638年，拜占庭帝国失去了对黎凡特的控制。在欧麦尔·本·赫塔卜统治下的阿拉伯伊斯兰帝国征服了耶路撒冷和美索不达米亚、叙利亚巴勒斯坦和埃及的土地。伊斯兰教为犹太人的经济、社会和知识的发展创造了新的条件。欧麦尔·本·赫塔卜允许犹太人在耶路撒冷重新建立他们的地位。犹太传统将欧麦尔·本·赫塔卜称为仁慈的统治者，米德拉什将他称为“以色列的朋友”。
在伊比利亚半岛，大部分地区是由穆斯林统治。在这段时期，犹太人普遍得到社会的接纳，犹太的宗教、文化和经济生活非常繁荣。中世纪穆斯林统治下的伊比利亚半岛上，处在相对自由环境中的犹太人取得了数学、天文学、哲学、化学和文学等方面的成就。因此这一时期常被称为“伊比利亚半岛犹太文化黄金时代”。
据犹太历史学家莱昂·波里亚克夫（法語：Léon Poliakov）的研究，在早期伊斯兰社会中，犹太人享有充分的自由，其社群活动也非常活跃。当时的法律或社会观念并没有限制犹太人从事任何经济活动。许多犹太人跟随着穆斯林，在新占领的土地上建立新的家园和犹太人社区。巴格达的高官也将其资产委托给犹太银行家打理。犹太人在海上货物买卖和奴隶贸易中占据了相当大的份额。更有甚者，基督教纪元10世纪波斯地区的主要港口城市希拉夫的地方长官也由犹太人担任。
从11世纪开始，各地逐渐出现一些迫害犹太人的事件。1066年的格拉纳达大屠杀中，安达卢斯的全部犹太人惨遭灭绝。在中世纪的北非、埃及、叙利亚和也门，也发生了数起针对犹太人的暴力事件。当时控制着伊比利亚地区的伊斯兰教穆瓦希德王朝比穆拉比特王朝奉行更彻底的伊斯兰原教旨主义，因此对待统治范围内的犹太人和基督教徒（这两类人被统称为“吉玛人”）更为苛刻严酷。大量犹太人和基督徒被驱逐出摩洛哥和安达卢斯。犹太人面对被迫改宗皈依时往往选择集体外迁。当时包括犹太思想家迈蒙尼德家族在内的许多犹太人向东迁移到较为宽容的穆斯林国家，而另一部分犹太人则被迫向北进入基督教日渐兴盛的西欧和中欧地区。而从15世纪起，摩洛哥的犹太人被限制居住在称为“犹太区”（阿拉伯语：الملاح）的特定社区内。
在奥斯曼帝国时期（1300-1600年），犹太人与帝国大多数其他社群一样有一定程度的繁荣。在17世纪，西欧有大量犹太人人口。在欧洲文艺复兴与启蒙时期，犹太社群发生了重大变化。

### 18-19世纪：启蒙运动和解放时期

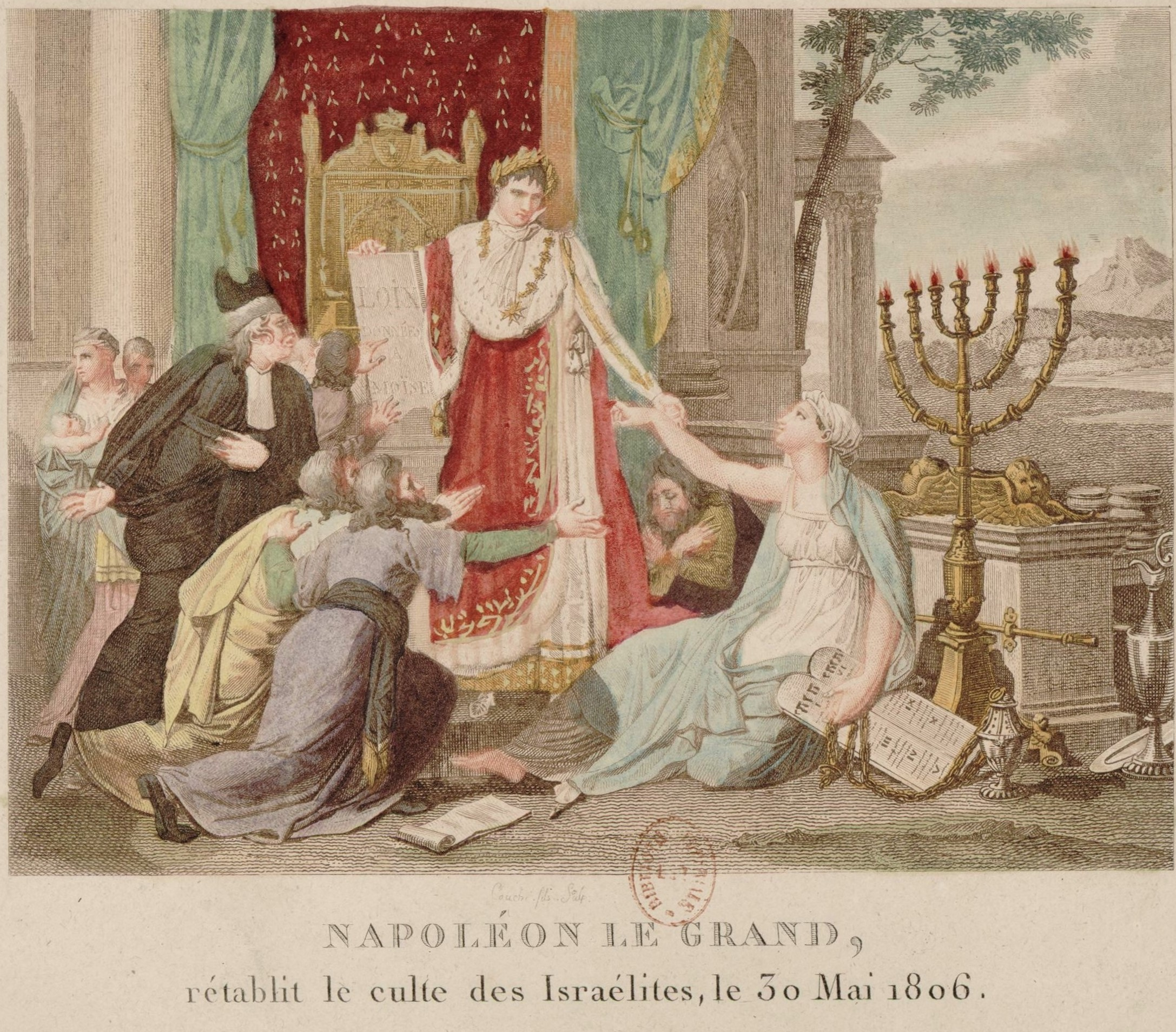
1806年的法国绘画，描绘了拿破仑解放犹太人的情景。

在欧洲启蒙时代，犹太民族内部也涌现出了崭新的思想观念。与欧洲的其他民族一样，犹太民族也发起了一场影响深远的犹太启蒙运动（音译为“哈斯卡拉运动”），具有新思想的犹太人开始摒弃自身与周边民族的隔阂感，主动接触和学习其他欧洲文明的知识、习惯和文化，更广泛地融入欧洲社会。犹太人学校除了宗教知识外，也开设了自然科学和其他社会科学的课程。此外，犹太人也开始关注其独特的民族特质，对犹太民族历史和希伯来语的学习兴趣也日渐浓厚。
犹太启蒙运动对于几乎所有现代犹太教宗派都产生了巨大影响。同时，这个运动也促进了犹太人与居住地主流社会之间的文化交流乃至19世纪的犹太教改革运动。而与启蒙运动对立的“哈西德派”（意为“虔诚者”）则持正统派立场。该派创始人为波兰犹太教神秘主义拉比巴·闪·托夫。
在犹太人进行内部改革的同时，欧洲社会的主流文化也出现了显著的变化。1791年，法国开始了犹太解放运动，成为首位赋予犹太人平等法律权利的欧洲国家。此后，拿破仑进一步邀请犹太人走出隔都，并给予他们许多新的政治权利。另外，诸如丹麦、英国和瑞典等国也在启蒙运动时期改变了对犹太人的歧视政策，创造了对犹太人比较宽松的生活环境，因此一部分犹太人从其他地区移民到上述国家定居。到了19世纪中叶，几乎所有西欧国家都采取了解放犹太人运动，其中最引人注目的例外就是教皇国。另外，东欧各国对犹太人的迫害活动仍无减弱，19世纪末的犹太人定居区内依然出现了多次大规模的屠杀事件。东欧各国的暴力排犹运动和西欧各国社会民众的反犹思潮促进了犹太人政治运动的蓬勃发展，并最终导致了锡安主义的诞生。

### 19世纪
虽然迫害仍然存在，但解放运动在整个十九世纪的欧洲中蔓延着。尽管这时犹太人与世俗社会结合在一起，但一种建立在种族和民族思想而不是中世纪宗教仇恨基础上的新反犹主义出现了。这种反犹主义认为，犹太人相对于雅利安人是劣等种族，这导致法国，德国和奥匈帝国出现了反对解放犹太人的政党。这种形式的反犹主义经常出现在欧洲文化中，最著名的是法国德雷福斯事件。这些迫害以及十九世纪末俄国发起的大屠杀，导致很多犹太人相信他们只有在自己的国家中才安全。在1870年代和1880年代，欧洲犹太人开始更积极地讨论迁回到以色列，并在其民族故土上重新建立犹太国家。锡安主义运动于1884年正式成立。在此期间，犹太人迁往美国，建立了一个很大的新群体，它很大程度上摆脱了欧洲的限制。超过二百万犹太人在1890年至1924年抵达美国，大部分来自俄罗斯和东欧。在大陆南端，特别是在阿根廷和乌拉圭的国家，也发生了类似的情况。
同时，欧美的犹太人在科学、文化和经济等领域取得了重大成就。 其中普遍被认为最有名的有科学家爱因斯坦和哲学家路德维希·维特根斯坦。

### 20世纪：锡安主义与大规模移民活动

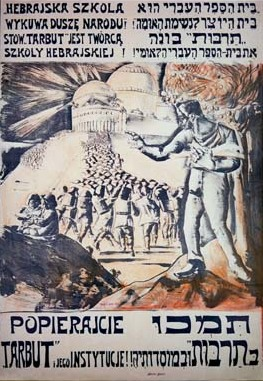
19世纪30年代波兰犹太锡安主义学校内的宣传画报。锡安主义者在波兰政治界活动非常活跃。1922年波兰选举中，35个犹太人议员席位中，有25席被锡安主义者占据。

锡安主义（又称“犹太复国主义”），是犹太人发起的一场政治运动，也指支持犹太人在古以色列地建立犹太人家园的政治主张或意识形态。尽管这一运动的起源可以追溯至更久的历史，但首位正式提出锡安主义思想的人是19世纪末奥匈帝国犹太裔记者西奥多·赫茨尔。此后，锡安主义继续发挥着支持以色列政府和犹太民族的作用。 作为一种“散居民族的民族主义”，锡安主义者们将其主张定性为“追求犹太民族自决权的民族解放运动”。尽管锡安主义的一部分源自犹太教思想，包括自古以来对回到以色列地的向往等，但现代锡安运动产生的背景主要是犹太人对于欧洲反犹主义的一种反弹。
除了提出本民族的政治主张外，19世纪后期的欧洲犹太人开始从东欧各国成批地逃亡或移民至北美和西欧等地。至1924年为止，约有200万犹太人移民至美国。在这个国家，犹太人幸运地摆脱了欧洲反犹主义的压迫。

#### 第二次世界大战与纳粹大屠杀
1933年，随着希特勒和纳粹在德国的兴起，犹太人的处境变得更加严峻。种族的反犹法律以及对即将到来的战争的担忧导致许多犹太人从欧洲逃到巴勒斯坦、美国和苏联。

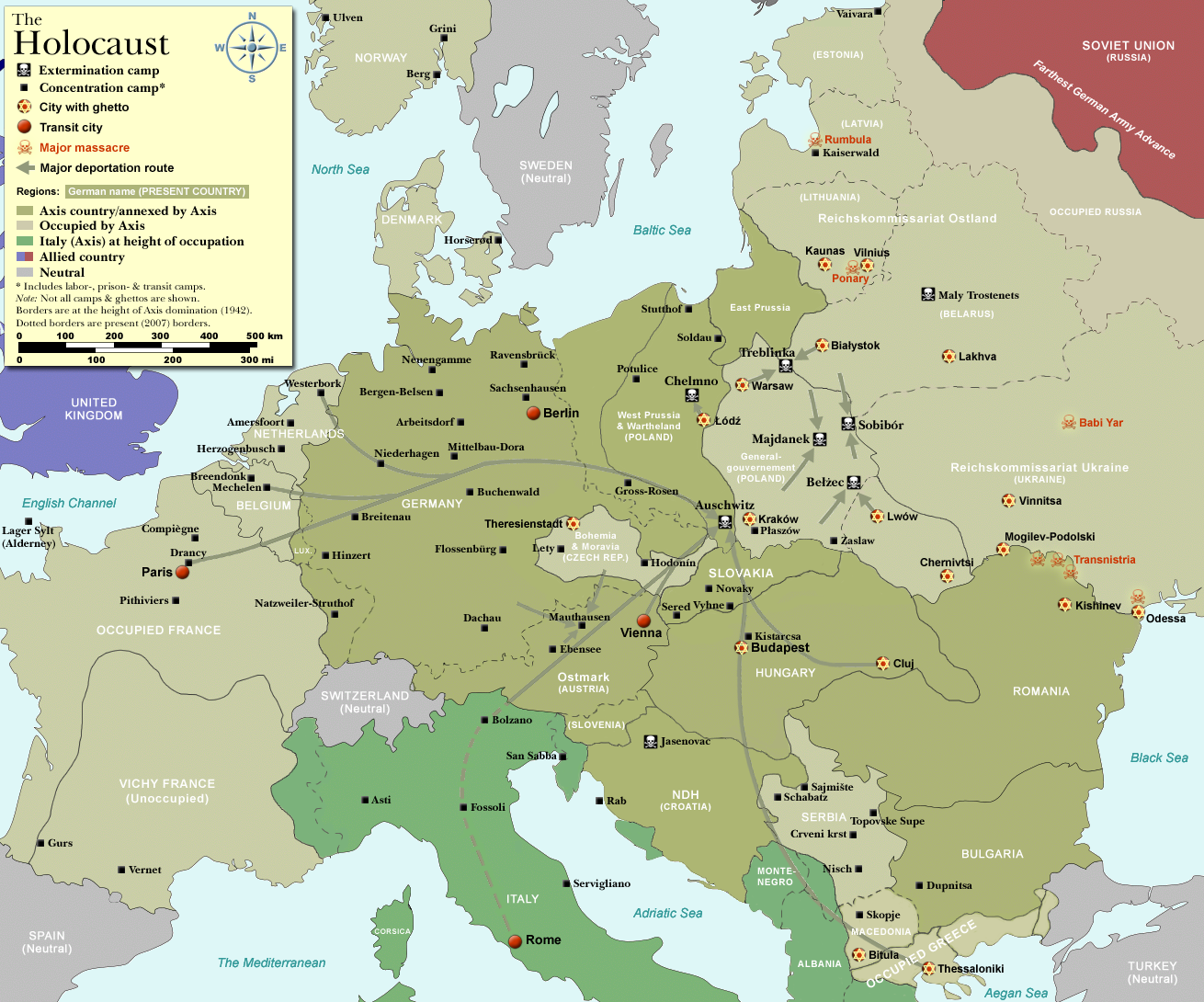
納粹德國在佔領區建立大型猶太人居住區將猶太人集中後再運送到各地的滅絕集中營殺害

在希特勒执政的纳粹德国，欧洲反犹主义浪潮达到了无以复加的极端。第二次世界大战时期，希特勒几乎占领了整个欧洲，包括当时有成千上万犹太人居住的波兰和法国。从1941年到1945年期间，约有600万犹太人遭到了屠杀。在早期，纳粹党人仅仅通过缉捕队和别动队在其占领地区展开零星的抓捕和谋杀。到了1942年，纳粹党高层通过了“最终解决方案”，决定对犹太人进行大规模种族灭绝，于是专门建造了多个集中营用以高效率地屠杀犹太人。早先已被隔离在欧洲各地隔都内的数百万犹太人被集体运往集中营，然后被成批地毒杀或枪杀。少部分犹太人则被关押在集中营中，被迫提供廉价的劳动。由于缺乏充足的食物和医疗设施，集中营中的犹太人死亡率非常之高。在波兰，所有集中营加起来有三百万犹太人在毒气室中被杀，仅在奥斯威辛集中营就有一百万人被杀。
同时，在反法西斯盟军一方，约有140万犹太裔士兵参加了这场大战。上述人数中，约有40%来自苏联红军，另外超过3万名巴勒斯坦犹太人组成志愿军“犹太旅（Jewish Brigade）”，加入了当时的殖民宗主国英国的军队。

### 以色列建国
1947年11月29日，联合国大会通过了第181（II）号决议，建议将巴勒斯坦地区划分为阿拉伯国家、犹太国家和耶路撒冷市。1948年5月14日，大卫·本-古里安宣布以色列国宣告成立。阿拉伯国家集体反对以色列建国，对其发动了一系列战争。1948年第一次中东战争开始，经过第一次中东战争后，生活在北非和中东地区的85万犹太人中的大部分迁移到以色列国内，这部分人口与二战后从欧洲来的移民构成了以色列国的人口主体。到了20世纪末，全球犹太人分布已有了明显变化，其中以美国和以色列为两大聚居中心。
自1948年以来，以色列卷入到一系列重大的军事冲突中，包括1956年第二次中东战争，1967年第三次中东战争，1973年贖罪日戰爭，1982年第五次中东战争和2006年以黎冲突，以及一系列持续不断的小冲突。
自1977年以来，以色列、巴勒斯坦组织、它们邻国和其方面的代表（包括美国和欧盟）进行了一系列的外交努力，以实现和平进程，解决以色列与以色列邻居之间的冲突，主要是巴勒斯坦人民的命运。
目前以色列是一个议会民主制国家，人口超过850万人，其中约600万是犹太人。最大的犹太社群在以色列和美国。法国，阿根廷，俄罗斯，英国和加拿大等也有比较大的犹太社群。